# Zdobycie Skały w Sogdianie
Zdobycie Skały w Sogdianie – starcie zbrojne, które miało miejsce w roku 327 p.n.e.

## Kontekst
W roku 327 p.n.e. w Sogdianie Aleksandrowi przeciwstawił się Oksjartes, którego obóz znajdował się na trudno dostępnej górze Aornos. Pomimo że pozycja wydawała się praktycznie niemożliwa do zdobycia, wśród Macedończyków znalazło się 300 ochotników, którzy za odpowiednim wynagrodzeniem zobowiązali się zdobyć górę. Miejsce do wspinaczki wybrał sam Aleksander podczas rekonesansu.

## Przebieg
Do wspinaczki doszło nocą w całkowitej ciszy. W trakcie tej ekstremalnej wyprawy śmierć poniosło około 30 ludzi, którzy spadli z dużej wysokości. Po dotarciu na szczyt góry Macedończycy ukryli się przed wzrokiem przeciwnika, oczekując poranku. Rankiem, gdy większość obrońców jeszcze spała, wojownicy Aleksandra ustawili się w szyk, wznosząc głośne okrzyki. Równocześnie przy bramie głównej stanął Aleksander na czele swojej armii. Przerażeni obecnością Macedończyków na swoich tyłach, obrońcy Sogdiany rozpoczęli pertraktacje. Macedończycy bez walki przejęli Sogdianę.